# Manuel de Lima (escritor)
Manuel de Lima (Lisboa, 12 de agosto de 1915 - Sintra, 2 de Janeiro de 2006) foi um escritor e músico português. Fez parte do grupo de escritores surrealistas do Café Gelo.

## Biografia
Nasceu em 12 de Agosto de 1915, na cidade de Lisboa. Estudou violino no Conservatório, tendo tocado em diversos ambientes e tipologias de espectáculos, tanto na rua como na ópera, ballet, nos teatros, em cabarets e em paquetes, tendo sido músico de bordo no período da Segunda Guerra Mundial. Fez parte de várias orquestras nacionais, incluindo a da Emissora Nacional e a do Porto. Porém, abandonou a sua carreira musical para se dedicar a outras profissões.
Esteve integrado no grupo do Café Gelo, uma tertúlia de influência surrealista, que na década de 1950 se reunia naquele café de Lisboa, e do qual faziam parte grandes figuras da cultura nacional, como António José Forte Herberto Helder, Manuel de Castro e Mário Cesariny, tendo este último sido o seu tutor. Dentro do grupo, também se destacaram as relações com Natália Correia, e Luiz Pacheco, tendo este último sido responsável pelo lançamento de sua obra Malaquias ou A História de Um Homem Barbaramente Agredido, e pela criação das alcunhas Careca evidente e Mano Manecas para o escritor.
Em 1944 editou a sua primeira novela, Um Homem de Barbas, com prefácio de Almada Negreiros. A sua obra seguinte, Malaquias ou A História de Um Homem Barbaramente Agredido foi publicada em 1953 pela editora Contraponto, tendo sido considerada pelo jornal Diário de Lisboa como «uma das primeiras manifestações literárias do surrealismo em Portugal». Em 1952 escreveu a peça de teatro Sucubina ou a Teoria do Chapéu em conjunto com Natália Correia, e em 1965 lançou O Clube dos Antropófagos para o teatro, que foi adaptado a novela em 1973, e onde é marcadamente visível o seu «sentido sarcástico», com o qual «traça o verdadeiro retrato de todos os regimes reaccionários assentes na tirania do poder capitalista». Em 1972 publicou A Pata do Pássaro Desenhou uma Nova Paisagem, que foi descrita pelo Diário de Lisboa como uma «espécie de crónica mundana de certo meio artístico e intelectual português, que nos últimos anos do fascismo, ia cedendo, cada vez mais abertamente aos «argumentos» dos monopólios, dos bancos e das Fundações».
Entre 1972 e 1973, foi publicada a primeira compilação da sua obra, pela Editorial Estampa, separada em quatro volumes. Foi classificado pelo jornal Público como «um dos raros ficcionistas portugueses enquadráveis no movimento surrealista». Foi classificado pelo jornal Diário de Lisboa como tendo «uma obra profundamente original, marcada por um implacável sentido crítico», tendo estado envolvido no movimento de renovação da cultura nacional, que tinha tido a sua origem na revista Orfeu, de Almada de Negreiros.
A sua carreira abrangeu igualmente a pintura, tendo-se dedicado principalmente ao jornalismo, tendo colaborado em vários jornais e revistas, como O Século Ilustrado, Diário de Lisboa, O Diário, o Diário Popular, e Letras e Artes. Destacou-se neste último como crítico musical, tendo sido em parte responsável pela introdução de um novo tipo de crítica, «orientada num sentido polémico de intervenção, que punha constantemente em causa as entidades e organizações responsáveis pela política cultural nesse domínio, denunciando oportunismos e cumplicidades, ao mesmo tempo que valorizava a acção musical e pedagógica, sistematicamente reprimida e marginalizada, de um Lopes-Graça». Também foi crítico de televisão para o jornal O Século, embora por pouco tempo, uma vez que as suas críticas à Rádio Televisão Portuguesa foram reprimidas pela censura do Estado Novo.
Faleceu no dia 29 de Outubro de 1976, devido a uma trombose cerebral, no Hospital da Cruz Vermelha, em Lisboa. Foi enterrado no dia seguinte, no Cemitério de Benfica. Estava casado há cerca de seis meses com Magdalena Hernandez, que trabalhava como professora na Universidade Central da Venezuela, estando então a preparar a sua mudança para aquele país.
Em 2019, a sua obra literária foi pela primeira totalmente compilada num só volume, publicado pela editora Ponto de Fuga. A empresa descreveu Manuel de Lima como uma «personalidade tão misteriosa como fascinante», com uma obra «Atravessada por um humor negro e absurdo com tonalidades surrealistas». Segundo o editor Vladimiro Nunes, «Manuel de Lima era, por temperamento e por escolha, um homem preferencialmente só, que cultivava em relação à vida íntima um silêncio absoluto, ou quase», apesar de «se inserir em grupos como o do café Gelo». O jornal Observador descreveu Manuel de Lima como um «cronista do absurdo, cultor do 'non sense'», com uma obra que «é um OVNI na história da literatura portuguesa em geral e na literatura surrealista em particular».